# Isla León Marino
La isla León Marino (en inglés: Sea Lion Island) (en inglés: Middle Island) es una de las islas Malvinas, que según la Organización de las Naciones Unidas (ONU), está en litigio de soberanía entre el Reino Unido, quien la administra como parte del territorio británico de ultramar de las Malvinas, y la Argentina, quien reclama su devolución, y la integra en el departamento Islas del Atlántico Sur de la provincia de Tierra del Fuego, Antártida e Islas del Atlántico Sur.
Esta isla se encuentra en el sector este de la isla Soledad, en el medio del seno Choiseul, junto a las islas Samuel y al sur de la desembocadura del arroyo Mackinnon. También se halla cerca de la punta Roca, entrada al puerto Victoria, y del asentamiento de Arroyo Walker.